# Dansează, mică doamnă!
Dansează, mică doamnă! (titlul original: în engleză Dance, Little Lady!) este un film dramatic englez, realizat în 1954 de regizorul Val Guest, 
povestire de R. Howard Alexander și Alfred Dunning, protagoniști fiind actorii Terence Morgan și Mandy Miller.

## Rezumat
Prima balerina Nina Gordon este exploatată financiar de soțul ei Mark. În noaptea debutului ei triumfal la Royal Opera House, ea descoperă că Mark îi este infidel. Supărată, ea părăsește petrecerea la care participau. Totuși, Mark în drum spre casă, oprește mașina și ea urcă iar el pleacă nervos cu viteză. Pe drum, are loc un accident de mașină și piciorul Ninei este grav fracturat.
Aflând că niciodată nu va mai putea să danseze, Nina este abandonată de Mark. Dar cu ajutorul unui medic simpatic, John Ransome, Nina își recuperează folosirea picioarelor și începe să-și trăiască viața indirect prin fiica ei talentată, Jill. Când Mark vrea să reintre în viața Ninei, intenționând să preia controlul asupra carierei de dansatoare a fiicei, el descoperă că situația s-a întors împotriva lui.

## Distribuție
- Terence Morgan – Mark Gordon
- Mai Zetterling – Nina Gordon
- Guy Rolfe – dr. John Ransome
- Mandy Miller – Jill Gordon
- Eunice Gayson – Adele
- Reginald Beckwith – Poldi
- Ina De La Haye – dna. Bayanova
- Harold Lang – dl. Bridson
- Lisa Gastoni – Amaryllis
- Jane Aird – Mary
- David Poole – un dansator
- Maryon Lane – o dansatoare
- Richard O'Sullivan – Peter
- William Kendall – dl. Matthews
- Joan Hickson – dna. Matthews
- Alexander Gauge – Joseph Miller
- Vera Day – Gladys
- Gabrielle Blunt – operatorul tabloului de distribuție
- Marianne Stone – o asistentă
- Helen Goss – vecina
- Joan Benham – asistenta
- Molly Lumley – garderobiera
- Jane Asher – un copil
- Ronald Dorey – șoferul mașinii de pompieri